# 8097 Yamanishi
8097 Yamanishi este un asteroid din centura principală de asteroizi.

## Descriere
8097 Yamanishi este un asteroid din centura principală de asteroizi. A fost descoperit pe 12 septembrie 1993 la Kitami de Kin Endate și Kazuro Watanabe. Asteroidul prezintă o orbită caracterizată de o semiaxă mare de 2,43 ua, o excentricitate de 0,17 și o înclinație de 1,7° în raport cu ecliptica.